# Wikariat apostolski Pando
Wikariat Apostolski Pando (łac. Apostolicus Vicariatus Pandoënsis) – wikariat apostolski Kościoła rzymskokatolickiego w Boliwii. Jest podległy bezpośrednio Stolicy Apostolskiej. Został erygowany 29 kwietnia 1942 roku.

## Wikariusze apostolscy
- Alfonso Manuel Escalante y Escalante MM (1943 - 1960)
- Thomas Patrick Collins MM (1960 - 1968)
- Andrea Bernardo Schierhoff (1982 - 1986)
- Luis Morgan Casey (1988 - 2013)
- Eugenio Coter (od 2013)